# Parti démocrate des Îles Salomon
Pour les articles homonymes, voir Parti démocrate.
Le Parti démocrate des Îles Salomon (en anglais : Solomon Islands Democratic Party abrégé SIDP) est un parti politique salomonais.
Dans un pays où les partis politiques ont tendance à être petits et transitoires, et n'obtenant que très peu de siège au Parlement national, le Parti démocrate a joué un rôle relativement important dans l'histoire récente du pays.

## Histoire
Le parti est fondé le 15 octobre 2005 par l'avocat Gabriel Suri. Il se concentre alors pour un « leadership éthique » pour le pays. Son secrétaire général décrit ce leadership comme fondé sur une relation avec Dieu : « Le leadership politique est une question de construction de la nation. Le leadership politique consiste également à appeler Dieu pour que les hommes et les femmes soient impliqués dans la construction du Royaume, ici sur terre, sachant que tout ce que nous faisons est un appel de Dieu. C'est pourquoi nous lui sommes redevables. Nous devons nous concentrer sur les choses de valeur éternelle. Dans tout ce que nous faisons, nous devons nous intentioner de le faire pour la gloire de Dieu. ».
Lors des élections législatives de 2006 le parti n'obtient que trois sièges sur cinquante au parlement national avec 4.9 % des voix. Cependant, lorsque le premier ministre nouvellement élu Snyder Rini démissionne à la suite d'une motion de censure le mois suivant son élection, le Parti démocrate rejoint alors le nouveau gouvernement de la « Grand coalition pour le changement » de Manasseh Sogavare. En novembre 2007, les démocrates retirent leur soutien à Sogavare en soutenant un vote de défiance réussi visant à l'évincer, et deviennent alors un élément clé du gouvernement de « Coalition pour l'unité nationale et l’avancement rural » du nouveau premier ministre Derek Sikua. Par ailleurs le parti gagne un troisième membre au parlement lorsqu'il est rejoint par un député en exercice,.
Sous le gouvernement de Sikua, le Parti démocrate est décrit comme déterminant pour assurer l'introduction « d'importantes réformes telles que les projets de loi sur la réforme des partis politiques, la création de la Commission vérité et réconciliation ainsi que la création d'une équipe de travail pour entreprendre une étude en vue de la création d'une commission indépendante contre la corruption ».
Menant le Parti aux élections générales d'août 2010, le chef du parti Steve Abana fait campagne sur la promesse « d'une plus grande reconnaissance des propriétaires fonciers tribaux en enregistrant toutes les terres tribales au nom des tribus » ; « la mise en œuvre d'un plan national d'adaptation pour lutter contre le changement climatique pour les communautés les plus vulnérables ; un objectif visant à améliorer le niveau de vie dans les villages conformément aux objectifs du Millénaire pour le développement » ; un engagement « de veiller à ce que 80 % de l'énergie dans le pays soit produite à partir de ressources renouvelables » ; et une réforme électorale visant à introduire le vote préférentiel. Le programme du parti comprend également « l'accélération pour le développement d'une université nationale basée sur Malaita », et le développement des relations économiques et commerciales avec la République populaire de Chine, sans s'écarter de la reconnaissance diplomatique par le pays de la République de Chine (Taïwan).
À la suite des élections de 2010, le Parti démocrate devient de loin le plus grand parti au Parlement, remportant treize sièges sur cinquante, aucun autre parti n'obtient plus de trois sièges. Le député démocrate et chef Steve Abana cherche par la suite à être élu Premier ministre par ses pairs. Il réussit à obtenir les voix de 23 députés, mais est défait par Danny Philip du Parti progressiste du peuple, qui est élu avec 26 voix. Quatre jours plus tard, le 31 août, Abana devient officiellement chef de l'opposition et nomme un cabinet fantôme, dans lequel les démocrates détiennent dix des dix-neuf ministères fantômes. Deux autres démocrates, cependant, font défection au sein du gouvernement, obtenant des postes au sein du cabinet du Premier ministre Philip ; ils sont ensuite rejoints par Stanley Sofu, alors ministre fantôme du Développement des infrastructures d'Abana, mais qui accepte un poste de ministre de la Fonction publique. Ainsi, sur les treize députés du Parti démocrate, neuf sont des ministres fantômes, deux sont des ministres et les deux autres sont des députés d'arrière-ban.